# Campeón a la fuerza
Campeón a la fuerza  es una película en blanco y negro de Argentina dirigida por Juan Sires y Enrique Ursini sobre guion de Eduardo Ursini que se estrenó el 5 de enero de 1950 y que tuvo como protagonistas a Carlos Castro, Tono Andreu, Carmen Idal, Diana Maggi y Pedro Laxalt.

## Sinopsis
Bajo las amenazas de un inescrupuloso empresario un hombre sencillo se convierte en improvisado boxeador, nadador y corredor.

## Reparto
- Carlos Castro "Castrito"
- Tono Andreu
- Carmen Idal
- Diana Maggi
- Pedro Laxalt
- Fernando Campos
- Augusto Codecá
- Alberto Closas
- Oscar Valicelli
- Pedro Quartucci
- Mario Fortuna
- Sofía Bozán
- Gregorio Barrios
- Delfo Cabrera
- Juan Carlos Zabala
- Carlos Landini
- Alfredo Gianturno
- Cosme Saavedra
- Eilen Holt
- El Hombre Montaña
- Carmelo Robledo
- Tato Bores
- Ricardo Lorenzo

## Comentarios
La crónica de El Mundo dijo:

”Conocidos recursos cómicos…mucho mayor el deseo de hacer reír que la preocupación de los medios para lograrlo.”

Por su parte Manrupe y Portela escriben :

”Otra comedia deportiva con un asunto divertido y la presentación estelar de Castrito.”